# Frost: Norrskenets Magi
Lego Frozen Northern Lights  är en amerikansk animerad film från Disney och LEGO Group. Filmen är en uppföljare i form av en kortfilm till Frost.

## Handling
Elsa och Anna söker efter norrskenet som försvunnit från Arendal.

## Frost filmer
- Frost (2013)
- Frostfeber (2015)
- Frost: Norrskenets Magi (2016)
- Olofs frostiga äventyr (2017)
- Frost 2 (2019)
- Once Upon A Snowman  (2020)